# Ликийский союз
Ликийский союз (др.-греч. Λυκιωντοκοινον) — античная конфедерация ликийских городов.
В. В. Федотов допускает, что Ликийский союз мог существовать с V—IV веков до н. э. — первоначально в форме военного и религиозного объединения. По замечанию Е. В. Приходько, первую попытку создать лигу ликийских городов предпринял в IV веке до н. э. династ Перикл, однако действительное объединение произошло значительно позже. А. Ханиотис отметил, что нет чётких свидетельств существования союза в III веке до н. э. в период господства Птолемеев, но, возможно, именно египетские цари в целях укрепления своего положения в регионе способствовали созданию ликийской конфедерации. После заключения в 188 году до н. э. Апамейского мира Ликия перешла под власть Родоса, помогавшего римлянам в войне с селевкидским царём Антиохом III. В стране, не желавшей подчиняться островитянам, начались волнения, что и привело к созданию союза. Впервые он упоминается в надписи 182/180 г. до н. э. Официальной же датой образования считается 168/167 год до н. э., когда после окончания Третьей Македонской войны Рим предоставил Ликии независимость от Родоса, заподозренного в сочувствии к македонскому царю Персею. По замечанию В. О. Никишина, в 133 году до н. э., после смерти пергамского царя Аттала III, Ликия, как и другие земли, подчинявшиеся Атталидам, вошла в состав Римской республики.
При жизни Страбона в состав Ликийского союза входили 23 города. Из них самыми крупными были Ксанф — столица конфедерации, Тлос, Мира, Олимп, Патара, Пинара. Лига управлялась советом, куда большие города, так называемые «метрополии ликийского народа», направляли трёх архостатов (делегатов) каждый, средние — двух, а небольшие — одного. И. С. Свенцицкая отметила, что фактически важнейшие вопросы решались именно крупными городами, а граждане «метрополий» получали право гражданства в других полисах союза, а также право владения землёй в них. Собрания совета проходили поочередно в разных городах. Главным магистратом был председательствовавший на них выбираемый «вождь ликийцев» (ликиарх). При нём состоял секретарь объединения. Также избирались казначей, начальник конницы, другие должностные лица и члены союзного суда. Вносимые общинами взносы в казну были пропорциональны размерам представительства. Проводилась единая внешняя политика — так в 46 году до н. э. был заключен договор с Юлием Цезарем. Официальными и письменными языками были ликийский, арамейский и греческий. По замечанию Т. Д. Златковской, члены союза чеканили монеты с одинаковым изображением на аверсе головы главного бога страны Аполлона Ликийского и его лиры. На реверсе размещалась обобщающая легенда ΛΓΚΙ или ΛΓΚΙΩΝ и начальные буквы названий городов. Такой нумизматический материал отличался от более ранних монет, V—IV веков до н. э., совпадающих только по аверсам. Как указал А. Б. Ранович, по образцу союзного совета были организованы органы управления в отдельных городах. Ш. Монтескье в своей работе «О духе законов» заявил, что затруднился бы найти более совершенный образец федеративной республики, чем ликийский союз. Один из отцов-основателей США А. Гамильтон в «Записках федералиста», ссылаясь на пример Ликийского союза с правом назначать магистратов и судей во все города и видя в этом явное вмешательство в местные прерогативы, подчёркивал, что даже в древности города стремились преодолеть конфедеративную разобщённость.
Долгое время сохранявший номинальную свободу койнон считался союзником Рима, чей статус был подтверждён и Октавианом Августом. В 43 году Клавдий из-за неких внутренних раздоров принял решение объединить Ликию и Памфилию в одну провинцию во главе с прокуратором. Ликийцы направили к императору делегацию с ходатайством не лишать их автономии. Города сохранили свой союз, однако его устройство претерпело изменения, и высшим представителем стал верховный жрец культа императора, также избираемый сроком на один год. В 74 году Веспасиан лишил ликийские общины их свободы, окончательно установив прямое управление.